# Costa d'Oro olandese
La Costa d'Oro olandese o Guinea olandese, ufficialmente Possedimento olandese nella Costa di Guinea (olandese: Nederlandse Bezittingen ter Kuste van Guinea) fu una parte dell'attuale Ghana che venne gradualmente colonizzata dagli olandesi dall'inizio del 1598. La colonia divenne la più importante tra le colonie olandesi in Africa occidentale dopo la cattura di Fort Elmina ai portoghesi nel 1637, ma cadde in decadenza dopo l'abolizione della schiavitù all'inizio del XIX secolo. Il 6 aprile 1872, la Costa d'Oro olandese fu, in accordo coi Trattati anglo-olandesi del 1870-1871, ceduta ufficialmente al Regno Unito.

## Storia

### I primi insediamenti olandesi nella Costa d'Oro

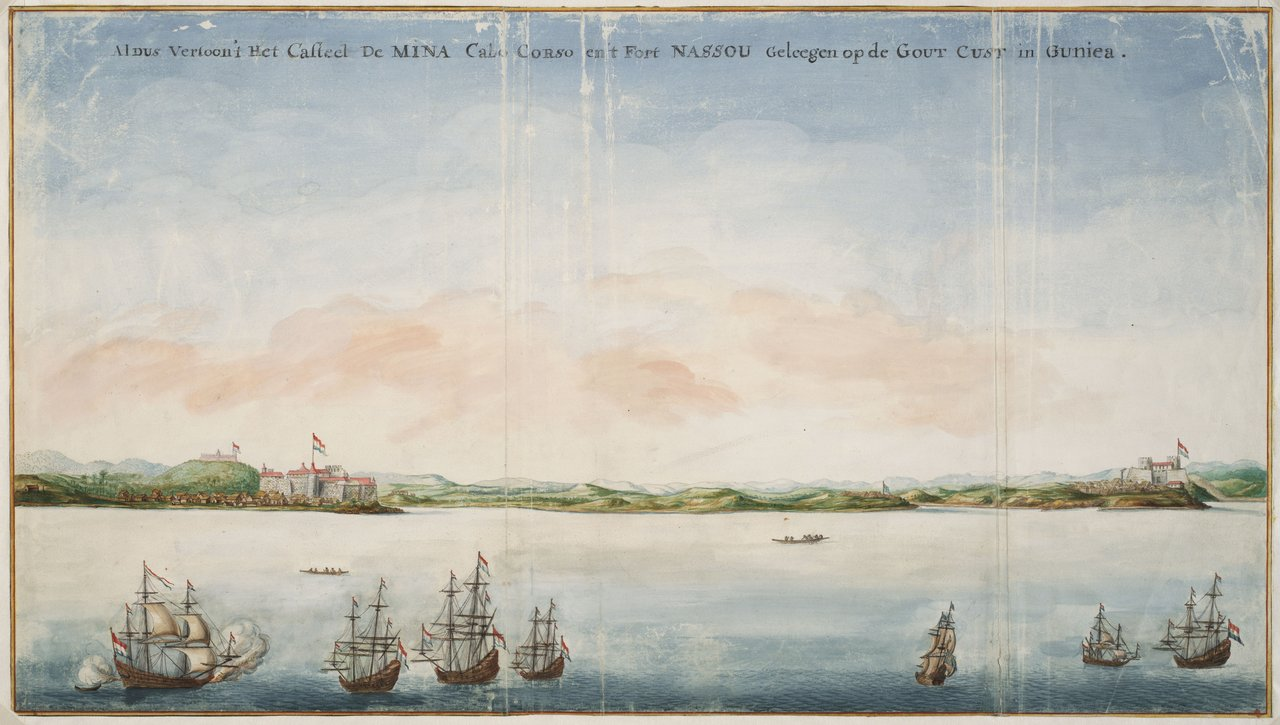
Dipinto di Johannes Vingboons dei Forte São Jorge a Elmina e di Fort Nassau a Moree.

I portoghesi furono i primi europei a giungere nell'area dell'attuale Ghana. Dal 1471 raggiunsero l'area poi divenuta nota col nome di Costa d'Oro per le importanti fonti d'oro che vi si trovavano. Il commercio portoghese era del resto interessato ad oro, avorio e pepe e pertanto incrementò sempre più sino al 1482 quando i portoghesi decisero di costruire il loro primo insediamento permanente sulla costa occidentale dell'attuale Ghana. Questa fortezza, chiamata São Jorge da Mina, venne costruita per proteggere il commercio portoghese dalle altre potenze coloniali europee.
La posizione portoghese sulla Costa d'Oro, all'epoca nota come Costa d'Oro portoghese, rimase sicura per più di un secolo. In questo periodo, Lisbona cercò di monopolizzare tutto il commercio nella regione, nominando ufficiali per il forte di São Jorge, ed utilizzando la forza per impedire che inglesi, francesi e olandesi potessero commerciare lungo quella costa. Dopo che Barent Eriksz riuscì a raggiungere la Costa d'Oro nel 1591, i mercanti olandesi iniziarono a commerciare nell'area. Le pubblicazioni di Pieter de Marees aumentarono molto l'interesse dei mercanti sulla regione.

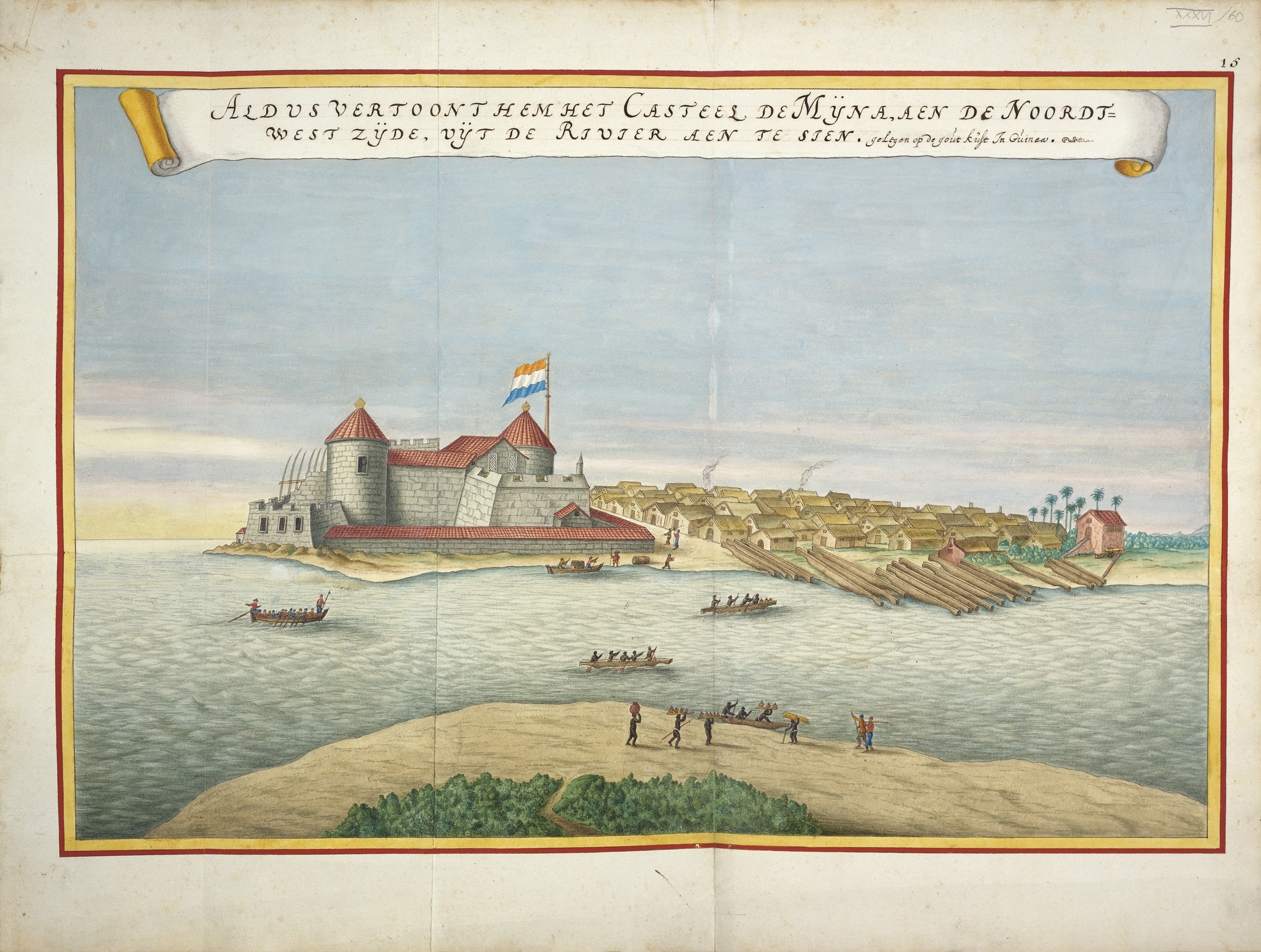
Il castello di Elmina nell'Atlante Blaeu-Van der Hem.

La Tregua dei dodici anni tra Spagna-Portogallo e la Repubblica Olandese, che perdurò dal 1609 al 1621, fu dannosa per il commercio olandese nella Costa d'Oro, dal momento che i portoghesi avevano ora sufficienti risorse per proteggere il loro monopolio commerciale. I mercanti olandesi chiesero quindi agli stati generali della Repubblica Olandese il permesso di costruire un forte militare lungo la costa. Gli Stati Generali appoggiarono caldamente questo progetto ed inviarono Jacob Clantius, che diverrà poi il primo governatore del possedimento, verso la Costa d'Oro nel 1611. Nel 1612, dopo aver ottenuto i permessi dai governanti locali col Trattato di Asebu, fu lui a dare inizio alla costruzione di Fort Nassau presso Mouri, sul sito di un primitivo avamposto commerciale olandese che era stato incendiato e raso al suolo dai portoghesi.
Dopo la fine della Tregua dei dodici anni nel 1621, venne istituita la Compagnia olandese delle Indie occidentali, che tentò di compromettere il commercio portoghese in Africa ed in America come parte del Groot Desseyn. Dopo il fallimento del 1625, la compagnia riuscì a catturare il castello di Elmina ai portoghesi nel 1637. Forte San Sebastian a Shama e Forte Santo Antonio ad Axim vennero catturati nel 1640 e nel 1642 rispettivamente.

### La competizione con altre potenze europee

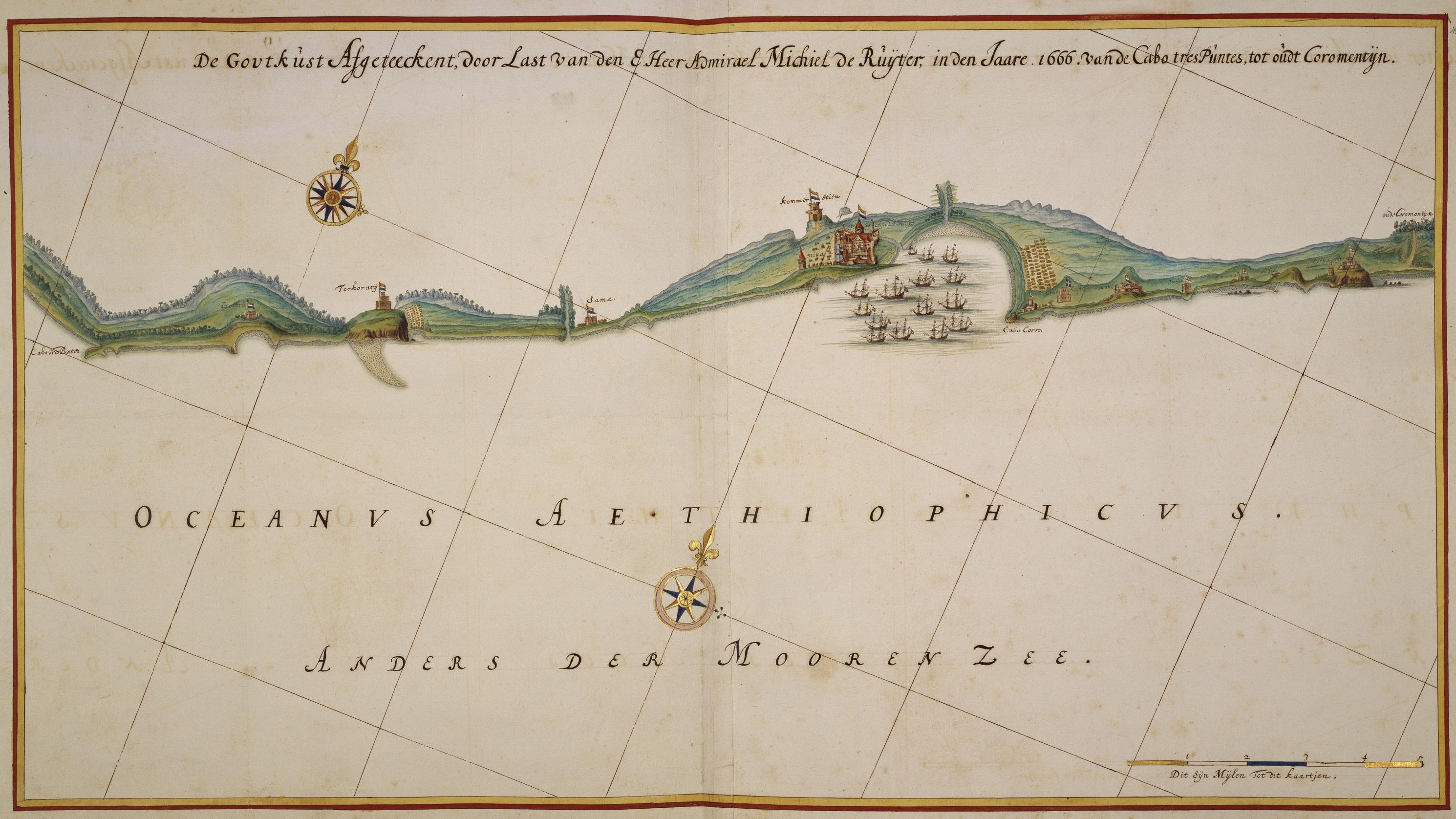
Mappa della Costa d'Oro commissionata dall'ammiraglio Michiel de Ruyter nel 1666, durante la seconda guerra anglo-olandese.

La Compagnia olandese delle Indie orientali ottenne il monopolio del commercio nelle Indie occidentali, inclusa la Costa d'Oro, nel 1621. Ad ogni modo, non pochi risultarono da subito i problemi nei rapporti con le altre potenze europee. Hendrik Carloff, ad esempio, era un ufficiale d'alto rango della compagnia che aderì alla Compagnia dell'Africa svedese, fondata nel 1649 dall'industriale vallone-olandese Louis De Geer. Alla fine, Carloff lasciò la compagnia svedese, questa volta per la Compagnia dell'Africa danese che lui stesso contribuì a fondare con Isaac Coymans e Nicolaes Pancras, anch'essi ex membri della Compagnia olandese delle Indie occidentali.
Quando la presenza svedese nella Costa d'Oro si rivelò essere solo temporanea, gli insediamenti inglesi e danesi nell'area divennero invece permanenti. Dal 1694 al 1700, la Compagnia olandese delle Indie occidentali combatté le Guerre di Komenda con l'Inghilterra per i diritti commerciali sul regno di Eguafo. Inoltre, anche i brandeburghesi possedevano dei forti nell'area dal 1682, sino a quando non li vendettero agli olandesi nel 1717. I portoghesi avevano ormai abbandonato completamente l'area, ma la Costa d'Oro continuava ad essere l'area extraeuropea con la maggiore concentrazione di architetture militari costruite da stati europei.

### Relazioni con la popolazione locale

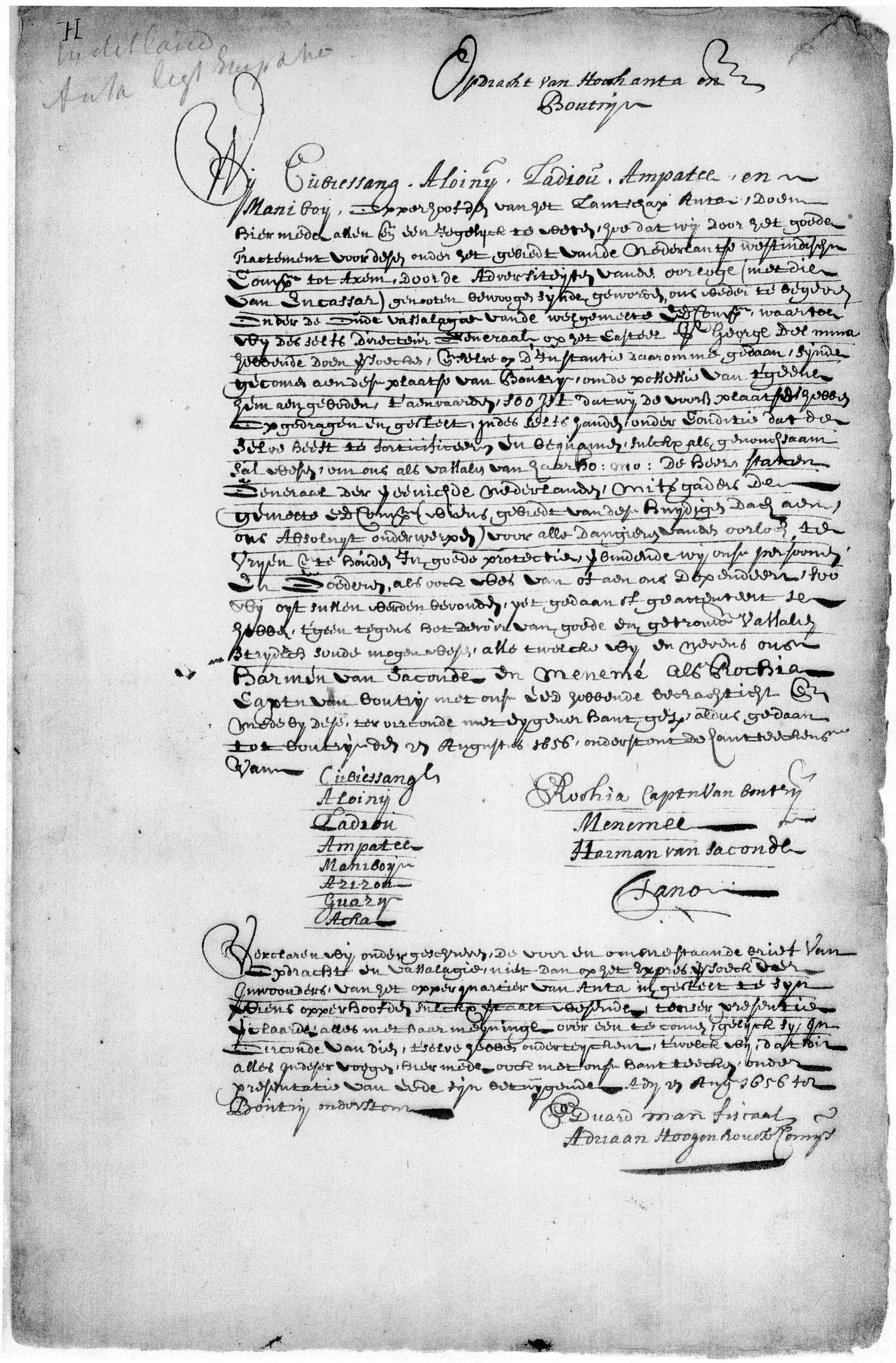
Prima pagina del Trattato di Butre, sottoscritto il 17 agosto 1656.

Le potenze europee vennero talvolta a confrontarsi per l'appoggio dato da loro agli abitanti locali che erano legati a loro da trattati commerciali e di alleanza. Queste alleanze, spesso complesse, coinvolgevano sia gli europei che tentavano di persuadere i loro alleati più stretti ad attaccare le potenze europee loro rivali ed i loro alleati africani, sia varie potenze africane che cercavano di reclutare dei combattenti europei come mercenari nelle guerre a loro interne, oppure come diplomatici per sedare i conflitti. Un'altra ragione di conflitto erano i matrimoni. Gli europei erano spesso soliti stringere alleanze coi locali africani tramite la pratica del cassare o calisare, parola derivata dal portoghese casar che significa appunto "sposarsi". Gli olandesi come altri coloni europei spesso si sposavano con donne africane le cui famiglie avevano legami con gli schiavisti dell'Atlantico. In questo modo, africani ed europei beneficiavano l'uno dell'altro e di lunghi periodi di pace. Le mogli africane potevano ricevere denaro ed istruzione per i figli da loro avuti dagli europei. Tali mogli potevano inoltre ereditare schiavi e proprietà dai loro mariti quando questi tornavano in Europa o morivano.
Molti gruppi etnici costieri dell'Africa, come ad esempio i Ga e i Fanti, utilizzavano questo sistema per ottenere vantaggi politici ed economici. Questi gruppi etnici africani avevano usato tale pratica sin dall'arrivo dei primi europei e con stranieri di differenti etnie. Il Cassare permetteva agli africani di godere della fiducia dei coloni arrivati e gli europei creavano così con loro dei legami.
A Elmina, l'Olanda aveva ereditato dai portoghesi un sistema nel quale il tributo veniva pagato ai Denkyira, che erano la potenza dominante della regione. Dopo la battaglia di Feyiase (1701), l'Impero Ashanti rimpiazzò i Denkyira come potenza dominante, e gli olandesi iniziarono a pagare i tributi dovuti agli Ashanti. Spesso gli storici hanno discusso dell'esistenza della cosiddetta "Nota di Elmina" con la quale generalmente gli olandesi pagavano due once d'oro al mese al popolo Ashanti come tributo. Questo legame tra olandesi ed Ashanti, che attraverso il porto di Elmina avevano accesso al commercio con l'Olanda ed il resto del mondo, interessò molto i legami tra olandesi, altri popoli locali e gli inglesi. Questi ultimi strinsero sempre maggiori relazioni coi Fanti, molto affini linguisticamente e culturalmente ai Denkyira. Le guerre Ashanti-Fanti che seguirono e la rivalità tra i due popoli fu uno degli eventi chiave che portarono al trasferimento della sovranità della Costa d'Oro al Regno Unito nel 1872.
Dopo che gli olandesi ebbero tentato di far sloggiare gli svedesi da Butre ed ebbero iniziato la costruzione di Fort Batenstein sul sito, i capi della Compagnia olandese delle Indie occidentali cercarono di negoziare un trattato con la leadership politica locale per riportare la pace nell'area. I capi Ahanta locali trovarono a loro volta vantaggioso sottoscrivere un accordo, e per questo il 27 agosto 1656 venne firmato il Trattato di Butre. Questo trattato stabiliva un protettorato olandese sull'area, e stabiliva legami diplomatici tra la Repubblica Olandese e gli Ahanta. La durata del trattato si stabilizzava sugli affari diplomatici tra gli olandesi e gli Arantha e si mantenne tale per i 213 anni successivi. Il trattato venne abrogato solo dopo la vendita della Costa d'Oro alla Gran Bretagna nel 1872.
Il 18 febbraio 1782, come parte della quarta guerra anglo-olandese, gli inglesi attaccarono Elmina. Anche se l'attacco fallì, gli inglesi assediarono e conquistarono Fort Nassau, Fort Amsterdam, Fort Lijdzaamheid, Fort Goede Hoop e Fort Crêvecoeur agli olandesi. La repubblica olandese dovette puntare tutto sulla presa di Fort Sekondi agli inglesi. Col Trattato di Parigi del 1784, tutti i forti locali tornarono ai rispettivi proprietari.

### Chiusura della Compagnia olandese delle Indie occidentali e abolizione della tratta degli schiavi

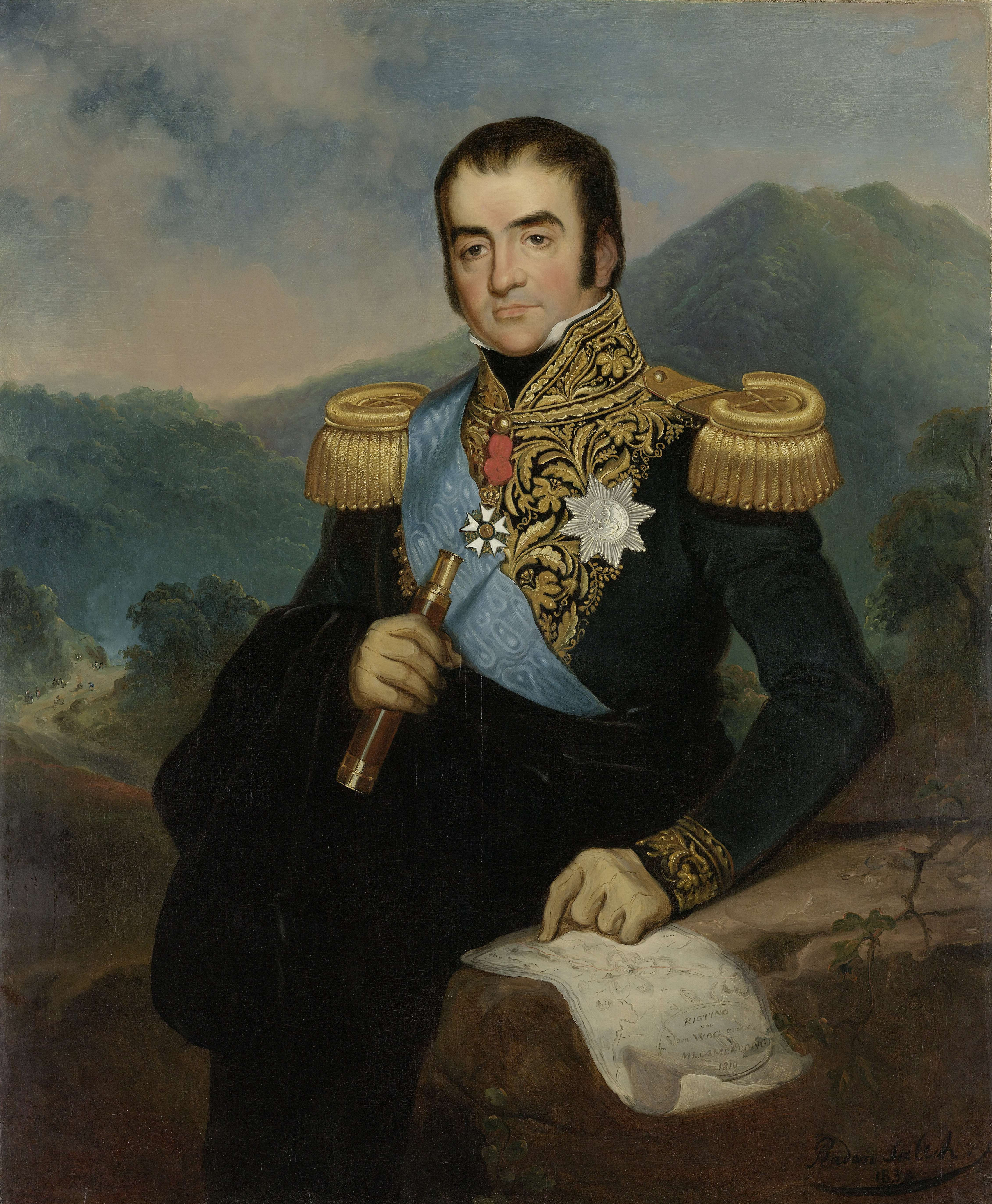
Il governatore generale Herman Willem Daendels (1815–1818)

Nel 1791, la Compagnia olandese delle Indie occidentali venne sciolta ed il 1 gennaio 1792, tutti i suoi territori passarono sotto il governo diretto degli Stati Generali della Repubblica Olandese. Durante l'occupazione francese dei Paesi Bassi tra il 1810 ed il 1814, i possedimenti olandesi nella Costa d'Oro ebbero una posizione inusuale con l'isola di Dejima in Giappone perché non vennero occupati né dalla Francia né dalla Gran Bretagna.
Lo Slave Trade Act 1807 varato dal parlamento inglese pose fine effettivamente alla tratta degli schiavi dalla Costa d'Oro. Guglielmo I dei Paesi Bassi prese spunto da questa dichiarazione per un decreto reale di abolizione del giugno del 1814 e firmò poi il trattato anglo-olandese sul commercio degli schiavi nel maggio del 1818. L'abolizione della schiavitù coincise con l'arrivo di Herman Willem Daendels come governatore. Daendels era un aderente al movimento dei Patrioti che aveva giocato un ruolo importante nella Rivoluzione batava e che era successivamente divenuto governatore generale delle Indie orientali olandesi per conto della Repubblica Batava nel 1807. Con questo scenario repubblicano e rivoluzionario alle spalle, era un personaggio controverso quando venne fondato il Regno dei Paesi Bassi nel 1815. Il governo monarchico difatti lo esiliò destinandolo al governatorato dell'oscura colonia della Costa d'Oro dal 1815, così che non nuocesse ulteriormente in patria.
Daendels tentò di mandare avanti lo sviluppo nei dilapidati possedimenti coloniali olandesi in Africa riportandovi un'economia di piantagione e con il commercio. Dalla sua esperienza nella costruzione del Grande Strada Postale sull'isola di Giava nelle Indie orientali olandesi, iniziò un ambizioso progetto di infrastrutture che includeva un sistema di strade per connettere Elmina e Kumasi nell'Impero ashanti. Il governo olandese gli diede mano libera e un budget sostanzioso per far fronte alle spese che avrebbe incontrato nell'impresa. Nel contempo, ad ogni modo, Daendels guardò alla sua tenuta come governatore come ad un'opportunità per fare dei soldi per sé ottenendo il monopolio mercantile nella Costa d'Oro olandese.
Nessuno dei suoi piani ad ogni modo andò a buon fine in quanto Daendels morì di malaria nel castello di Elmina, sede del governo olandese in loco, l'8 maggio 1818. Il suo corpo venne sepolto in una tomba nel cimitero olandese di Elmina. Era stato nella colonia per meno di due anni.

### Reclutamento di soldati per l'esercito delle Indie orientali olandesi

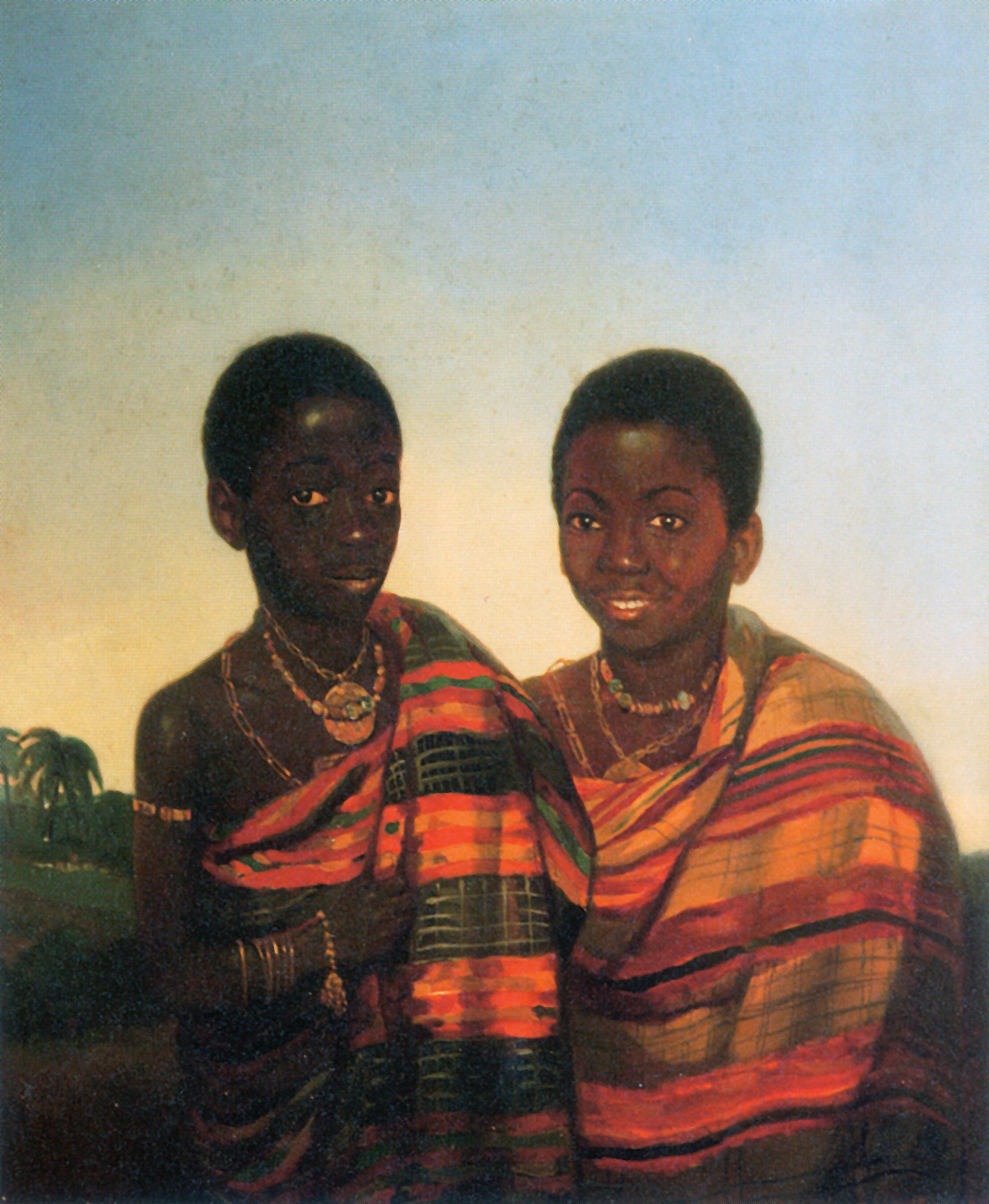
I principi Ashanti, Kwasi Boachi e Kwame Poku, che vennero inviati nei Paesi Bassi per ricevere un'adeguata formazione culturale.

Per il resto del XIX secolo, la Costa d'Oro olandese entrò sempre più in decadenza. L'unico sviluppo sostanziale che la colonia conobbe in questo periodo fu la possibilità di reclutare dei soldati per il reale esercito delle Indie orientali olandesi. Questo reclutamento dei cosiddetti Belanda Hitam (termine indonesiano che significa "olandese nero") ebbe inizio nel 1831 come misura d'emergenza perché l'esercito olandese aveva perso migliaia di soldati europei nella guerra di Giava (1825–1830), e nel contempo vedeva la sua popolazione diminuire a causa dell'indipendenza del Belgio (1830). Dal momento che gli olandesi erano comunque intenzionati ad avere un numero limitato di nativi nelle file del loro esercito, l'aggiunta di forze provenienti dalla Costa d'Oro pareva l'opportunità ideale per rafforzare l'esercito e mantenere la lealtà alla causa olandese. Si sperava inoltre che i soldati africani fossero più resistenti al clima e alle malattie tropicali di quelli europei.
Nel 1836, il governo olandese aveva deciso di chiedere queste reclute al re degli Ashanti. Il maggiore generale Jan Verveer giunse con questi propositi ad Elmina il 1º novembre 1836, e si portò quindi presso la capitale degli Ashanti, Kumasi con una delegazione di circa 900 persone. Dopo dei lunghi negoziati, venne raggiunto un accordo con re Kwaku Dua I. A Kumasi sarebbe stato costituito un centro di reclutamento, ed il re avrebbe inoltre inviato i propri due figli, i principi Kwasi Boachi e Kwame Poku col generale Verveer nei Paesi Bassi così che potessero ricevere una buona educazione. Kwasi Boachi venne educato presso l'Università di Delft e divenne il primo ingegnere minerario di colore in Olanda. L'autore olandese Arthur Japin scrisse un racconto sulla vita dei due principi dal titolo I due cuori di Kwasi Boachi (1997).

### Commercio con la Gran Bretagna e successive cessioni

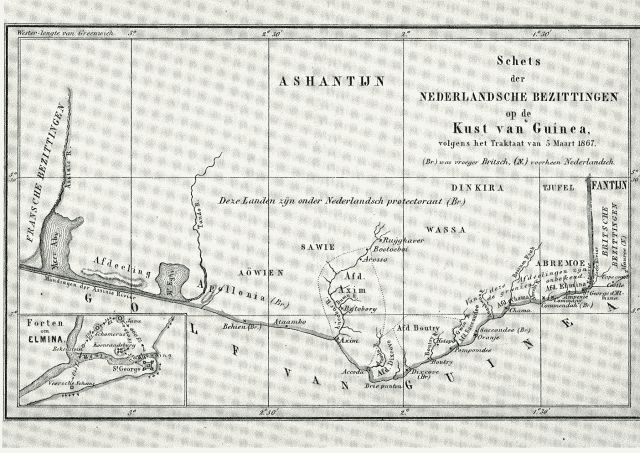
La Costa d'Oro dopo la vendita di alcuni forti agli inglesi.

Dove i forti olandesi nel XIX secolo erano ormai inutilizzati, presero piede i forti inglesi, portando allo sviluppo di una vera e propria colonia, in particolare dopo che la Gran Bretagna ebbe acquisito la Costa d'Oro danese nel 1850. La presenza di forti olandesi nell'area che passarono sempre più sotto l'influenza del Regno Unito era divenuta insostenibile, e sul finire degli anni '50 dell'Ottocento, gli inglesi iniziarono a fare le prime offerte per l'acquisto dei forti per farne delle loro basi commerciali.
Nella politica olandese del tempo, un acquisto di tale genere non era possibile, e pertanto venne negoziata la cessione di alcune aree a scopo commerciale. Nel 1867, venne siglata la convenzione tra Gran Bretagna e Paesi Bassi per il territorio della Costa d'Oro, documento nel quale venne stabilito che tutti i forti olandesi ad est di Elmina sarebbero passati alla Gran Bretagna, mentre i forti inglesi ad ovest di Elmina passarono ai Paesi Bassi.
L'accordo diede prova di essere disastroso per gli olandesi, dal momento che la lunga alleanza con l'Impero Ashanti dell'entroterra manifestò dei problemi con la popolazione costiera dei Fanti, i quali erano alleati degli inglesi. Per soggiogare la popolazione locale attorno a Fort Komenda, gli olandesi dovettero inviare una forza militare alla capitale locale di Kwassie-Krom. Nel frattempo venne costituita la Confederazione Fanti per scacciare gli olandesi ed i loro alleati Ashanti fuori da Elmina. La confederazione disponeva anche di un proprio esercito che marciò su Elmina nel marzo del 1868. Anche se l'esercito sarebbe stato sufficientemente potente da porre assedio alla città, le lotte interne tra le varie tribù della confederazione spostarono l'inizio dell'assedio a maggio. A giugno, venne siglato un trattato di pace tra la confederazione ed Elmina, nel quale Elmina si dichiarò neutrale nel caso di una futura guerra tra gli Ashanti e i Fanti.

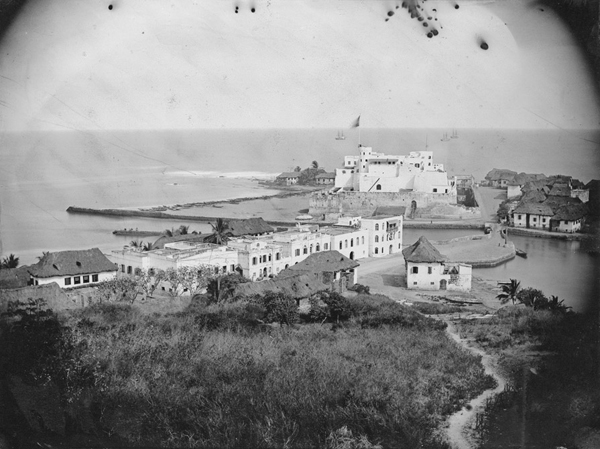
Rara fotografia di Elmina del 1865 circa, con parti dell'antica città poi distrutti dal bombardamento inglese.

Il blocco alla città da parte della confederazione, ad ogni modo, non venne tolto ed il commercio tra Elmina e gli Ashanti giunse al suo minimo storico. Vennero fatti dei tentativi per persuadere Elmina ad aderire alla confederazione, ma questi furono vani. Elmina e gli olandesi inviarono una richiesta d'aiuto al re degli Ashanti, il cui esercito, sotto la guida di Atjempon, giunse ad Elmina il 27 dicembre 1869. L'esercito Ashanti era però naturalmente opposto ai rivali Fanti e questo sembrò rendere la guerra ancora più complessa.
Nel frattempo, nei Paesi Bassi, i continui conflitti facevano propendere per una cessione pressoché totale alla Gran Bretagna. Il governatore olandese di Elmina, Cornelis Nagtglas, tentò di persuadere gli elminesi a lasciare la città agli inglesi. La situazione pareva complicata dalla presenza dell'esercito Ashanti in paese, il quale persino arrestò Nagtglas per un breve periodo di tempo nell'aprile del 1871. Nel febbraio di quell'anno, venne sottoscritto un trattato col Regno Unito, sulla base del quale l'intera colonia doveva essere ceduta agli inglesi per la somma di 43.939,62 gulden olandesi. Il 6 aprile 1872, dopo la rettificazione del trattato da parte del parlamento, Elmina venne formalmente occupata dagli inglesi.

### Distruzione di Elmina

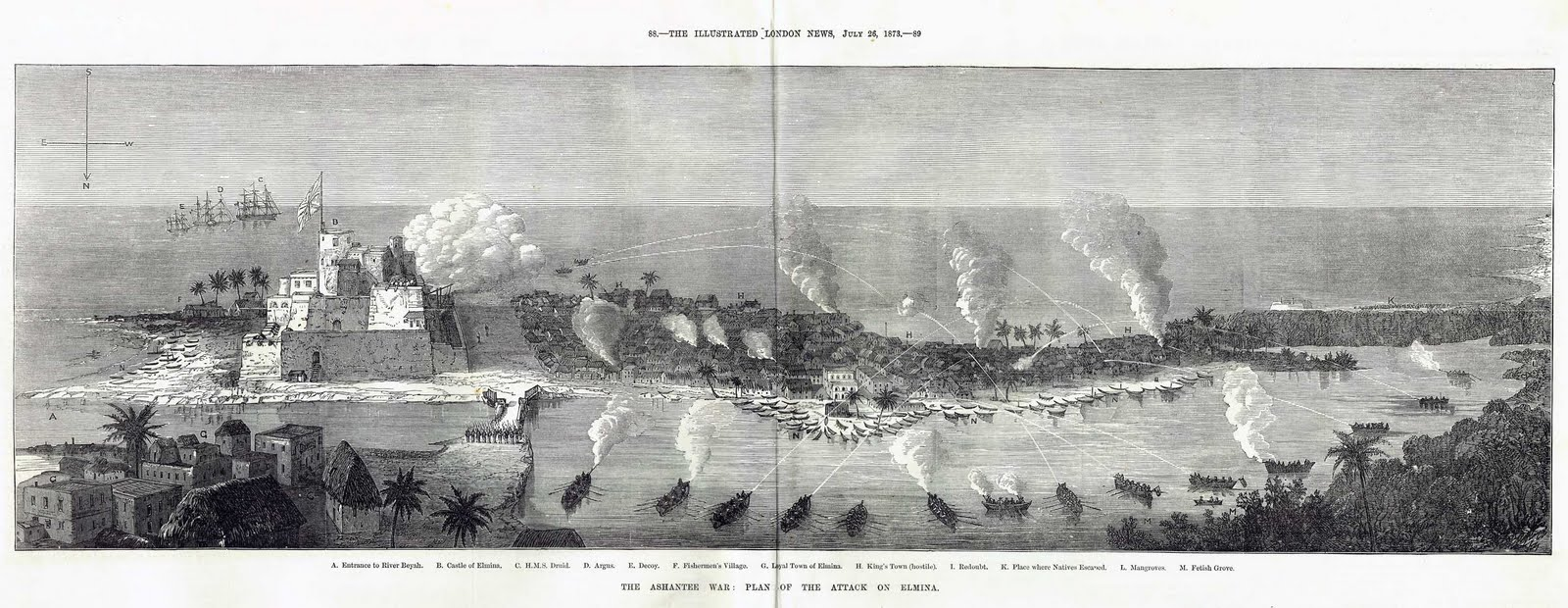
Il bombardamento di Elmina.

Come ci si aspettava, gli Ashanti non erano affatto compiaciuti di lasciare Elmina agli inglesi ed ai loro alleati Fanti. Il re Ashanti, Kofi Karikari, disse di prestare attenzione alla "Nota di Elmina", che regolava i tributi che gli olandesi versavano agli Ashanti, ricordando che gli Ashanti avevano a tutti gli effetti la sovranità della città. Nel giugno del 1873, la situazione divenne sempre più problematica quando l'esercito Ashanti marciò verso Elmina per vedersi "restituita" la città dalla Gran Bretagna. Scoppiò così la terza guerra anglo-ashanti, e la Gran Bretagna iniziò a bombardare Elmina il 13 giugno 1873. L'antica città di Elmina venne completamente distrutta e rasa al suolo.

## Amministrazione

### Compagnia olandese delle Indie occidentali
Durante il governo della Compagnia olandese delle Indie occidentali, la gestione della colonia era capeggiata da un direttore generale, il quale era assistito da un consiglio composto dai più anziani di grado e di servizio tra gli ufficiali coloniali. Oltre ad essere il direttore della colonia, il direttore generale era anche il supremo comandante militare delle forze di mare e di terra, oltre che giudice supremo. Il suo mandato era doppio, in quanto riceveva l'approvazione sia dagli Stati Generali della Repubblica Olandese sia dalla Compagnia delle Indie occidentali olandese. Il governo coloniale era di base a Fort Nassau a Moree ove rimase dal 1621 al 1637 per poi essere trasferito a Fort George presso Elmina dal 1637 in avanti.
Quando gli olandesi conquistarono Luanda e São Tomé ai portoghesi nel 1642, la Compagnia olandese delle Indie occidentali aumentò i propri possedimenti nella costa africana, questa venne divisa in due divisioni separate. Il governo di Elmina ottenne il governo della "Guinea e delle sue dipendenze da Capo Tres Puntas sino a Cabo Lopes Gonsalves", mentre il governo di Luanda ottenne i possedimenti a sud di quest'ultimo capo, inclusa São Tomé. Il titolo di direttore generale a Elmina venne mutato in "Direttore generale della costa settentrionale dell'Africa". Quando gli olandesi persero Luanda a favore dei portoghesi nel 1648, Sao Tomé venne per breve tempo governata da Elmina, sino alla sua ricattura da parte dei portoghesi in quello stesso anno.
Con la fondazione della Seconda compagnia olandese delle Indie occidentali nel 1675, la struttura governativa venne rinvigorita. L'area sotto l'autorità del direttore generale venne definita col nome di "Costa africana, dalla Sierra Leone sino al 30º parallelo, con tutte le isole che vi si trovano all'interno", quindi almeno nominalmente facendo permanere la pretesa di quei territori tornati ai portoghesi. Il titolo del direttore generale venne nuovamente mutato in "Direttore generale della costa nord e sud dell'Africa". In questa definizione non era compresa Luanda e Sao Tomé, ma semplicemente essa era volta a definire le aree di commercio olandese nell'area. Questa definizione era particolarmente rilevante per Loango, da cui gli olandesi iniziarono ad acquistare grandi quantitativi di schiavi dagli anni '70 del Seicento in poi. Sino alla liquidazione della Compagnia olandese delle Indie occidentali nel 1791, il titolo e la giurisdizione del direttore generale rimasero i medesimi.

#### Composizione del Consiglio
Secondo le istruzioni governative del 1722, il Consiglio di governo comprendeva il direttore generale della colonia, che aveva le funzioni di presidente del consiglio, un fiscalista (in olandese: fiscaal), un mercante anziano (opperkoopman) e un commissario anziano (oppercommies). Questi commissari principali erano scelti tra i capitani di Forte Santo Antonio ad Axim, quello di Fort Nassau a Moree, quello di Fort Crèvecoeur ad Accra e quello della fabbrica di Ouidah, sulla Costa degli Schiavi olandese. Tra il 1746 ed il 1768, il Consiglio era composto da sette di questi "ufficiali di primo rango". Nel 1768 il Consiglio venne nuovamente ridotto a tre commissari. La composizione del Consiglio venne cambiata un'ultima volta nel 1784 dopo la quarta guerra anglo-olandese.

### Governo diretto olandese
Dopo la liquidazione della Compagnia olandese delle Indie occidentali nel 1791, il Consiglio delle Colonie per le Indie occidentali venne sostituito dalla presenza diretta del governo. Nei primi anni poco cambiò, lasciando intatte molte delle istituzioni precedentemente presenti con la Compagnia olandese delle Indie occidentali.
Tutto questo cambiò quando la Repubblica Batava rimpiazzò la Repubblica Olandese nel 1795. L'amministrazione della Costa d'Oro olandese venne riformata con una risoluzione segreta del 12 maggio 1801. L'incarico di direttore generale venne rinominato in governatore generale ed il consiglio venne diviso in Gran Consiglio e Piccolo Consiglio. Il Piccolo Consiglio era responsabile della gestione quotidiana della colonia e comprendeva il governatore generale ed alcuni responsabili di vari settori. Il Gran Consiglio era composto da tutti i membri del Piccolo Consiglio con l'aggiunta dei residenti dei principali forti olandesi nell'area e si riuniva ogni tre mesi.
L'amministrazione della Costa d'Oro olandese venne riformata nuovamente sotto il Regno d'Olanda che rimpiazzò la Repubblica Batava nel 1806. Per decreto reale di Luigi Bonaparte, re d'Olanda, l'ufficio di governatore generale venne tramutato in comandante generale nel 1807. Maggiori cambiamenti si presentarono col Regno dei Paesi Bassi nel 1815. Con l'abolizione della schiavitù il nuovo regno si impegnò a trasformare la colonia in una colonia di piantagione. Per questo proposito il nuovo governatore, Herman Willem Daendels, ottenne pieni poteri ed un discreto budget. Il progetto venne interrotto dall'improvvisa morte di Daendels nel 1818.
I nuovi regolamenti firmati il 1 novembre 1819 ridussero il budget al minimo necessario a mantenere in vita la colonia, licenziando tutti gli ufficiali coloniali non strettamente necessari e liberando gran parte degli schiavi al servizio dello stato. Molte cariche vennero unificate. Ancora una volta l'ufficio di governatore generale venne diminuito a comandante generale. Quando gli olandesi decisero di reclutare dei soldati per l'esercito delle Indie orientali olandesi nel 1836, il governo rafforzò ulteriormente il proprio ruolo nell'amministrazione. Per decreto reale del 23 marzo 1838, l'incarico di comandante venne ripristinato al livello di governatore per rendere la sua carica ancora più effettiva. Il governo locale venne riformato nel 1847, con la fondazione tra le altre di un'Alta Corte di Giustizia legalmente separata dal Consiglio, di cui comunque facevano parte molti membri del Consiglio.
Alla fine degli anni '50 dell'Ottocento, l'ormai superata divisione per forti venne modificata in distretti, per ribadire che la sovranità olandese non si limitava ai forti, ma anche ai territori ad essi circostanti. Gli ufficiali dei distretti si occupavano di tutti gli aspetti della parte di territorio a loro assegnata, a partire dai rapporti sociopolitici ed economici.

Mappe dei distretti (1859)
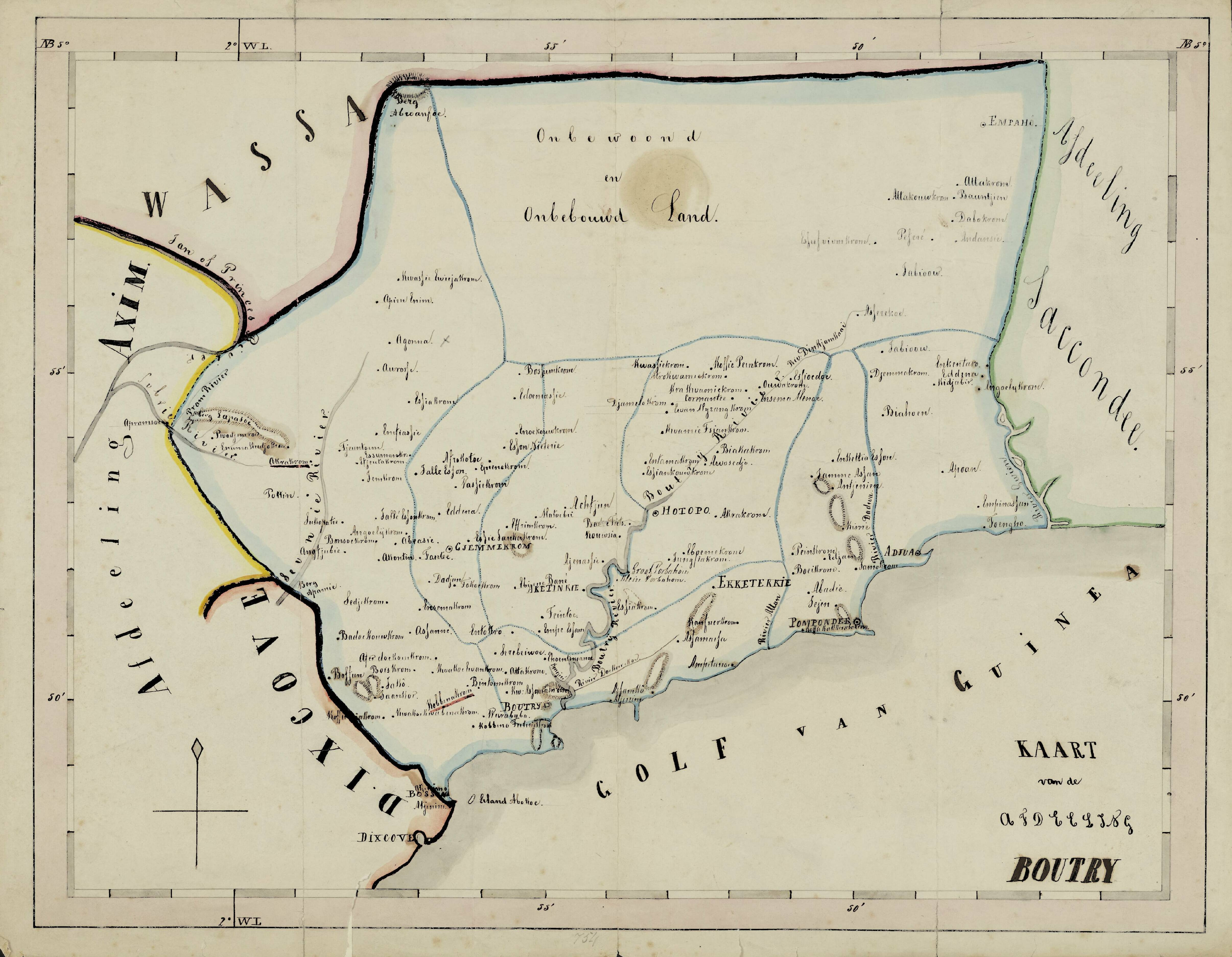
Mappa del Distretto di Boutry.
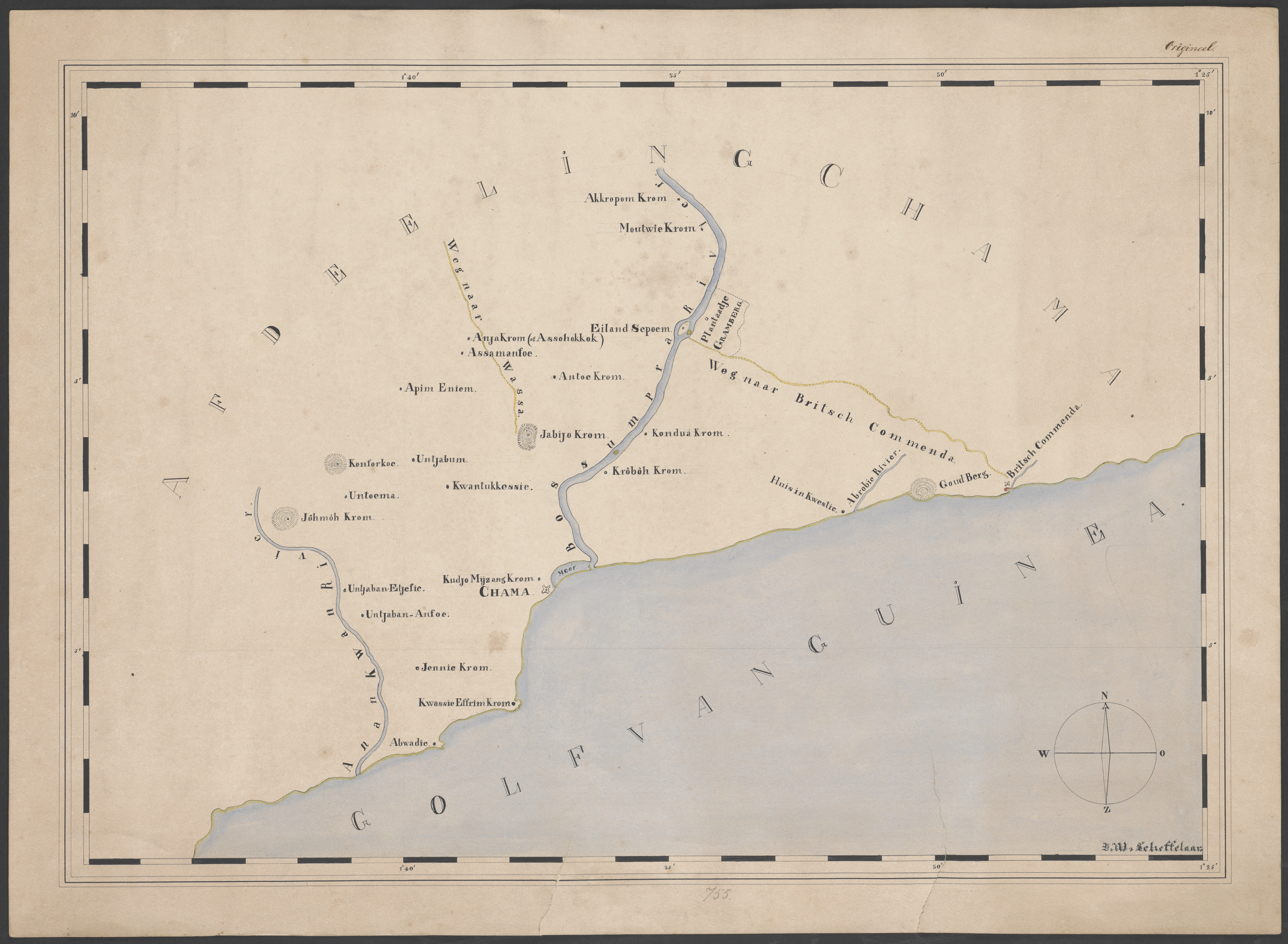
Mappa del Distretto di Chama, disegno di J.W. Scheffelaar.
Mappa del Distretto di Axim, disegno di Julius Vitringa Coulon.

## Economia

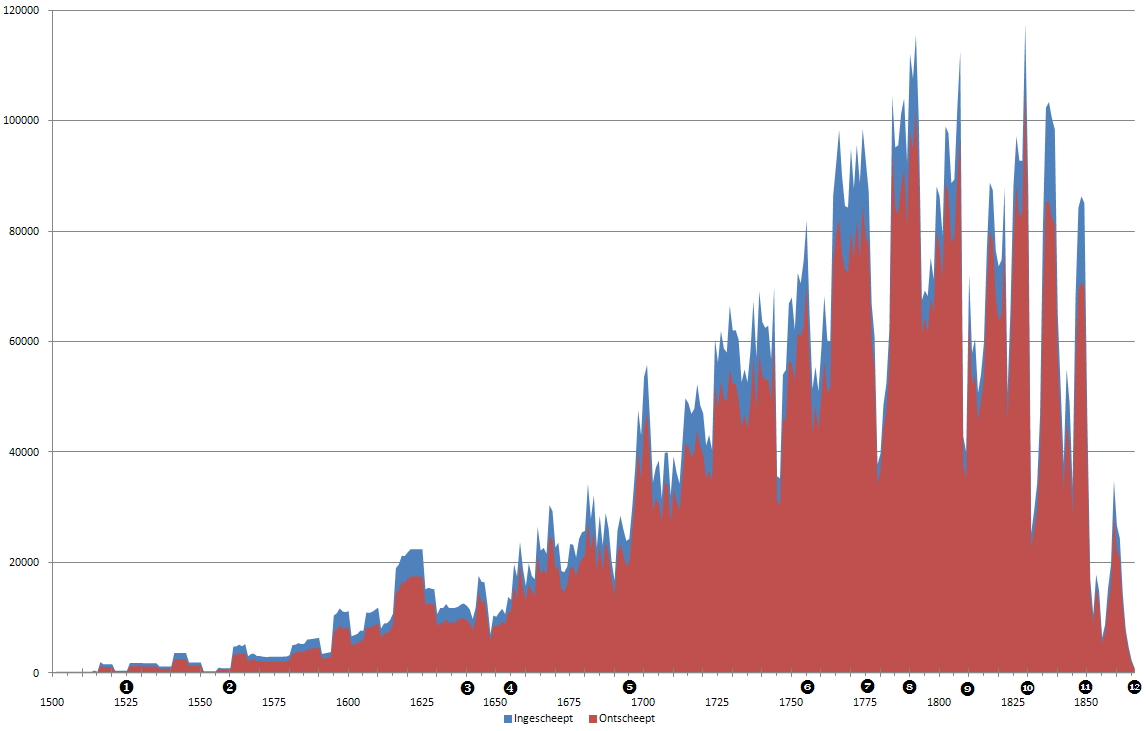
Stime del traffico atlantico degli schiavi. La barra blu rappresenta il numero degli schiavi caricati in Africa, quella rossa il numero degli schiavi sbarcati in America, il restante è il numero degli schiavi morti durante il viaggio.

Anche se la colonia olandese della Costa d'Oro è oggi in gran parte associata al traffico atlantico degli schiavi, questa non era la prima ragione di guadagno dei commercianti olandesi nell'area. Barent Eriksz fece i primi profitti col commercio di oro, avorio e pepe, e questi rimasero i principali prodotti esportati sino a tutto il XVII secolo. Secondo Joannes de Laet, la Compagnia olandese delle Indie occidentali trasse profitti per 14.000.000 di gulden da questi territori dal 1637, in gran parte oro.
Tutto cambiò con la graduale conquista del Brasile che venne strappato dagli olandesi ai portoghesi a partire dal 1630 in poi. Improvvisamente, il commercio di schiavi, che in precedenza aveva valori irrilevanti, divenne necessario per la sopravvivenza stessa del Brasile olandese. Nicolas van Yperen, governatore del possedimento olandese nella Costa d'Oro, ottenne per primo istruzioni dalla Compagnia olandese delle Indie occidentali di iniziare il commercio di schiavi. Nel 1636, organizzò la prima spedizione di schiavi in Brasile provenienti da Fort Nassau, ma per assicurarsi un flusso continuo di schiavi, la compagnia alla fine decise che era necessario conquistare Elmina ai portoghesi. Dopo che Elmina venne infine conquistata nell'agosto del 1637, la compagnia si concentrò essenzialmente nel commercio di schiavi. I direttori della Compagnia olandese delle Indie occidentali non parevano particolarmente contenti dell'incremento di questo commercio in quanto esso era visto come un'interferenza nel tradizionale commercio di oro e pertanto tentarono di spostare il commercio di schiavi sulla Costa degli Schiavi dove l'Olanda aveva degli avamposti commerciali dal 1640.
La perdita del Brasile non frenò però il commercio degli schiavi da parte degli olandesi, dal momento che nel 1662, essi firmarono il loro primo asiento con l'Impero spagnolo per fornire schiavi all'America spagnola tramite il loro avamposto di Willemstad, presso Curaçao. Più avanti, nel 1664, gli olandesi conquistarono il Suriname, facendo di Berbice e Essequibo delle piantagioni caraibiche dipendenti interamente dal lavoro degli schiavi.
Nel frattempo, gli olandesi avevano tentato nel 1654 di dirigere il controllo delle miniere d'oro locali con la costruzione di Fort Ruychaver lungo il corso del fiume Ankobra, ma decisero di lasciar perdere l'idea quando il forte venne attaccato e raso al suolo dai locali nel 1660. I rifornimenti d'oro diminuirono drasticamente con il XVIII secolo, in gran parte per le guerre intestine tra le popolazioni locali della Costa d'Oro. Mentre gli Ashanti ebbero successo nella Battaglia di Feyiase del 1701 e riuscirono a stabilire la loro egemonia sulla Costa d'Oro, occorsero loro diversi anni per pacificare i territori da loro conquistati. Nel 1701 si contò l'afflusso storico minore di oro, con solo 130,41 kg di oro esportato, per un valore di 178.080 gulden.
Col declino del commercio dell'oro, il commercio degli schiavi esplose esponenzialmente. Questo fu in gran parte dovuto alle guerre Ashanti; il governatore generale Willem de la Palma scrisse ai suoi superiori nella Compagnia olandese delle Indie occidentali che la guerra aveva scatenato il commercio schiavista tra la popolazione locale della Costa d'Oro. Tra il 1693 ed il 1701, infatti, 1522 schiavi vennero trasportati da Elmina alle Americhe, con una media di 169 schiavi per anno, mentre 1213 furono gli schiavi trasportati dal 1702 al 1704, con una media di 404 all'anno.
Il commercio di schiavi con la Spagna divenne sempre più pressante. Tra il 1660 ed il 1690, gli avamposti olandesi in Africa, che includevano la Costa degli Schiavi, Arguin, e Senegambia, trasportarono un terzo del numero totale degli schiavi che prendevano la via dell'Atlantico. Sulla Costa d'Oro, il governatore De la Palma tentò di regolamentare il commercio degli schiavi ed aumentò ancora di più il numero degli esportati alla volta delle Americhe. Con questo proposito, inviò Jacob van den Broucke come "opperkommies" (capo mercante) all'avamposto olandese di Ouidah, sulla Costa degli Schiavi.
De la Palma era una personalità difficile e spesso in contrasto coi suoi stessi mercanti e con i capi tribù africani. Diede le dimissioni dal suo incarico nel settembre del 1705, ma morì prima di poter far ritorno in patria. Venne rimpiazzato dal suo vice, Pieter Nuyts, che tentò di riprendere il commercio dell'oro sulla costa.
Con l'inizio del XVIII secolo, anche il traffico di schiavi diminuì e gli olandesi iniziarono a giocare un ruolo minoritario nel commercio trans-Atlantico. Malgrado a livello globale il Settecento sia stato il secolo degli schiavisti, il diminuire del ruolo degli olandesi indica chiaramente che essi avevano perso forza contrattuale col commercio di solo un 5% del totale, ovvero di 500.000 schiavi trasportati dall'Africa alle Americhe in un secolo.
Nel 1730, il monopolio dell'Olanda nel commercio di schiavi poteva dirsi archiviato. Questo contribuì alla nascita della Middelburgsche Commercie Compagnie (MCC), che invece dominò il commercio di schiavi olandese nel XVIII secolo.

### L'economia della Costa d'Oro nel XIX secolo
Col trattato anglo-olandese del 1814, gli olandesi votarono per fermare completamente il commercio di schiavi. Questo portò ad un decisivo tracollo dell'economia della Costa d'Oro che aveva basato la propria sopravvivenza in gran parte sugli schiavi dal XVIII secolo. Vennero fatti dei tentativi di mutare l'economia locale in un'economia di piantagione e di riaprire le vecchie miniere d'oro della costa, ma il tutto si rivelò un fallimento.
Uno dei primi tentativi in tal senso venne attuato dai figli del governatore generale Herman Willem Daendels nel 1816. Questi fondarono la piantagione di Oranje Dageraad a Simbo. Il governatore generale stesso tentò di acquistare 300 schiavi da Kumasi, che avrebbero riottenuto la loro libertà venendo assunti e coltivando le terre del governatore, ma il progetto fallì.
Tra il 1845 ed il 1850, il governo coloniale ancora una volta, dopo il fallimento di Fort Ruychaver, tentò di riaprire una miniera d'oro lungo la costa. Il governo olandese comprò una miniera a cielo aperto dal capo di Butre, e vi inviò nel 1845 un direttore di spedizione, tre ingegneri e nove lavoranti del villaggio di Dabokrom per gettarvi le basi di una miniera. Due dei tre ingegneri e i nove operai morirono vittime di malattie tropicali ed il resto dei componenti della spedizione decise a quel punto di fare rientro in Europa. La seconda spedizione del 1847 ebbe ancor meno successo, con 11 morti su 13 persone nella spedizione. Dal 1850, il governo olandese decise di archiviare definitivamente la ricerca dell'oro in loco.
Un altro tentativo fu quello di tramutare la colonia in sede di piantagioni di cotone appena fuori Elmina. Alla luce di questo progetto, un brasiliano di nome La Rocha Vièra si portò sulla Costa d'Oro. Per il duro trattamento dei lavoratori, La Rocha Vièra non fu in grado di attrarre nuovi lavoranti e la piantagione fallì poco dopo. Nel 1848, venne approvato il progetto di una piantagione di tabacco nel giardino del governatore ad Elmina, ma anche questa idea fallì per le pessime condizioni del terreno. Una piantagione di tabacco più fruttifera venne posta a Simbo, ma mancò anch'essa di lavoratori. Da febbraio ad ottobre del 1859, l'ufficiale coloniale olandese Jan Simon Gerardus Gramberg tentò di sfruttare i terreni presso il fiume Bossumprah, ma ebbe difficoltà anch'egli a trovare lavoratori.
Le uniche due piantagioni che ebbero successo furono quella di caffè ad Akropong, fondata dai missionari di Basilea, e un'altra di caffè a Mayra presso Accra, di proprietà di Lutterdot, un imprenditore mulatto, che lavorava grazie all'impiego di schiavi.

## Società

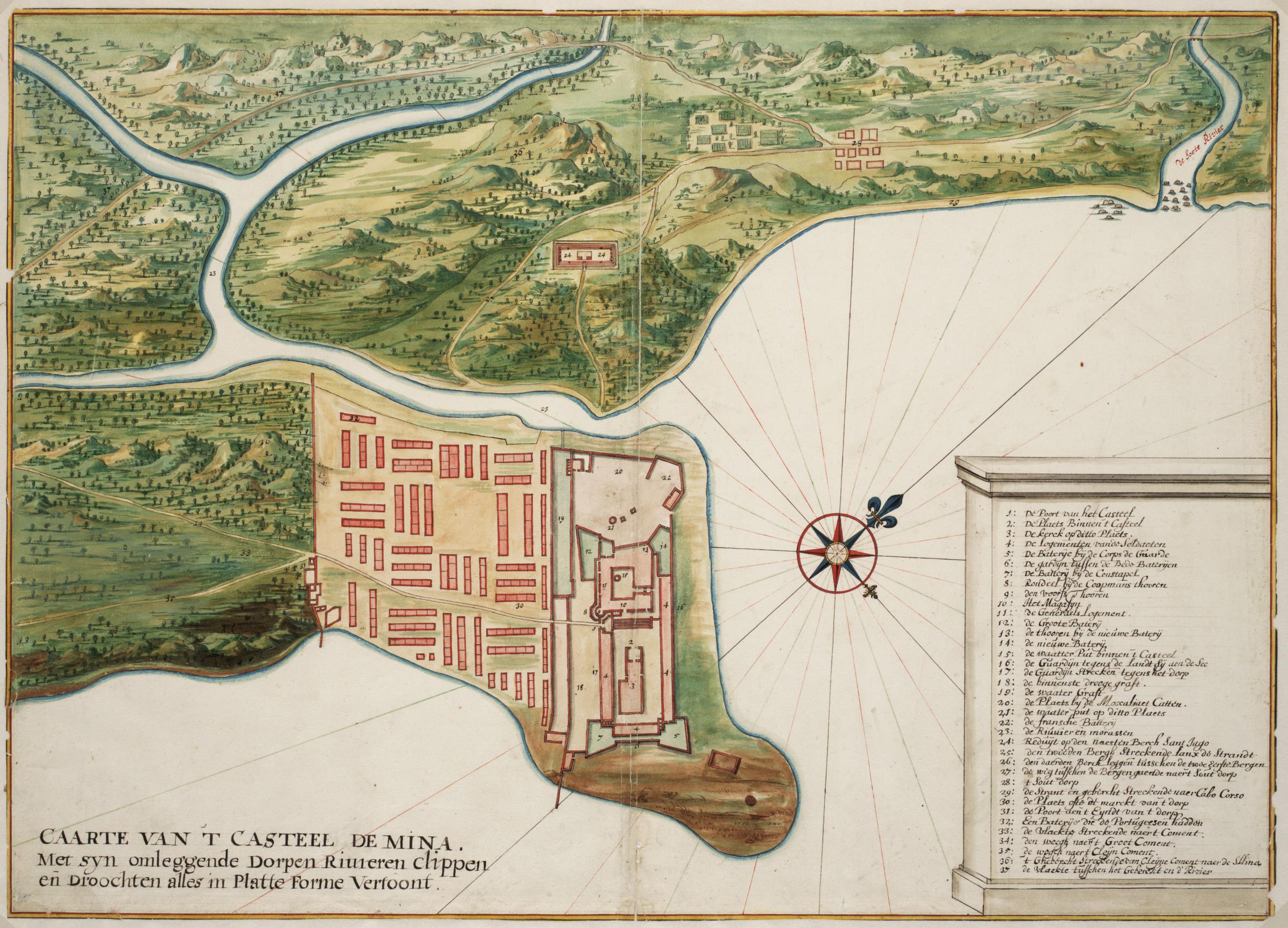
Mappa di Elmina del 1665 circa ad opera di Johannes Vingboons.

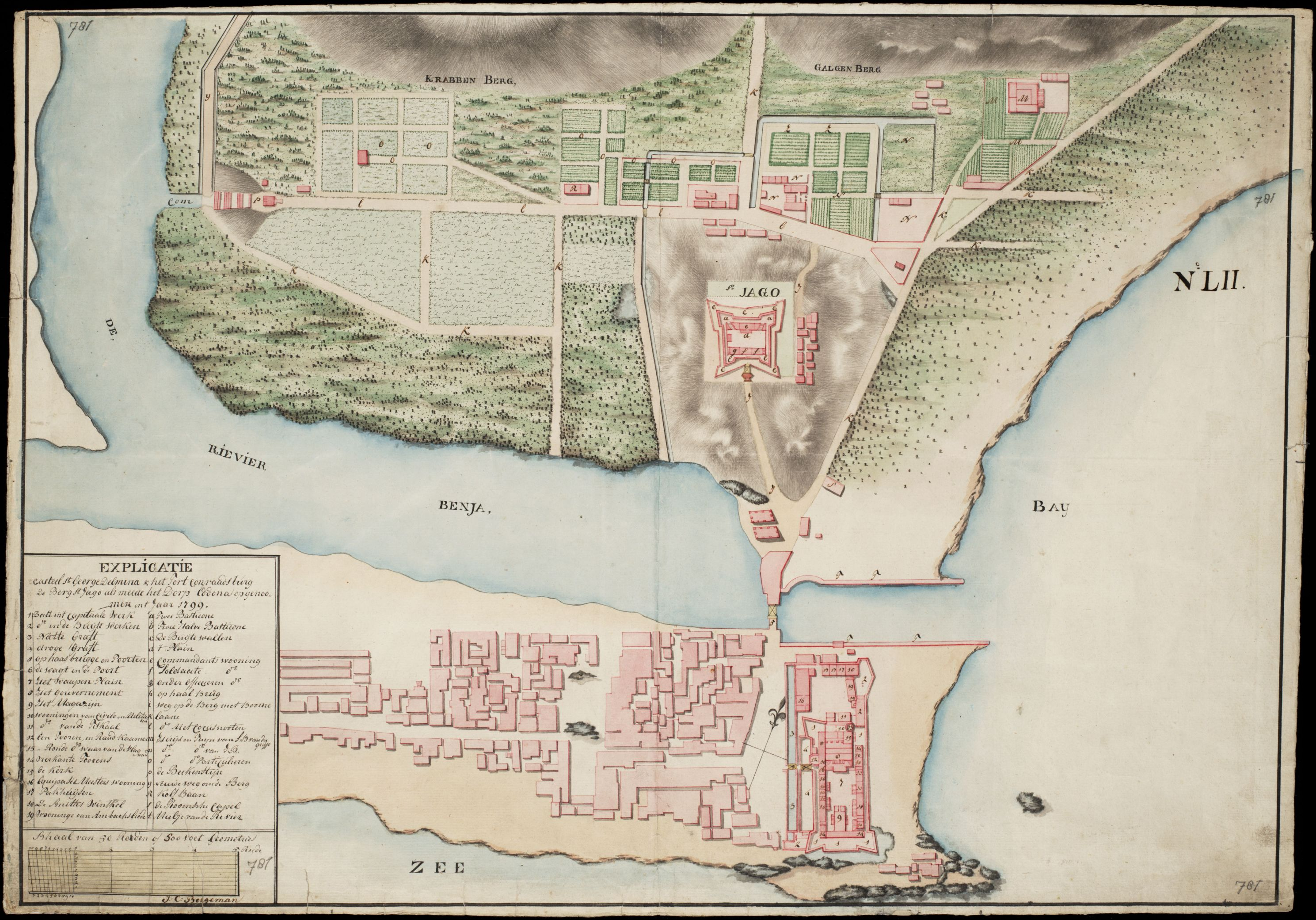
Mappa di Elmina del 1799 circa ad opera di J.C. Bergeman.

Sino alla distruzione di Elmina nel 1873, la città era il più grande insediamento della Costa d'Oro, superando in questo Accra e Kumasi. Nel XVIII secolo, la sua popolazione era compresa tra i 12.000 ed i 16.000 abitanti, e nel XIX secolo giunse tra i 18.000 ed i 20.000 abitanti. Gran parte di questi abitanti non erano europei in quanto, ad esempio, gli olandesi impiegati nella Costa d'Oro nel XVIII secolo per conto della Compagnia olandese delle Indie occidentali erano solo 377, giungendo addirittura a soli 20 ufficiali nel XIX secolo.
Il gruppo preponderante era quello degli africani ad Elmina, in gran parte provenienti dalla regione stessa della Costa d'Oro. Gli schiavi costituivano una porzione considerevole della popolazione di Elmina e spesso erano addirittura proprietà degli stessi Akan. Il terzo gruppo di abitanti di Elmina era quello dei meticci, risultato di relazioni interraziali tra olandesi e donne africane di Elmina. I figli illegittimi degli impiegati erano definiti "Tapoeijers" dagli olandesi perché, secondo loro, dal colore della pelle apparivano simili ai nativi americani. Un decreto del 1700 del governatore generale di Elmina stabilì che gli impiegati olandesi potessero far ritorno nei Paesi Bassi ma dovessero portarsi con loro anche i loro figli illegittimi e dovevano pagare una somma per "crescerli cristianamente". Proprio per sopperire a queste ultime esigenze venne aperta una scuola ad Elmina.
Molte persone di etnica mista, detti euro-africani, divennero mercanti molto ricchi. Il più famoso di questi fu certamente Jan Niezer, che si portò in Europa in diverse occasioni e che commerciò direttamente con diverse compagnie europee ed americane.
Il quarto gruppo presente ad Elmina era pure di razza mista, ma aveva uno status differente: erano i cosiddetti "Vrijburghers" (liberi cittadini). Questi avevano i medesimi diritti degli europei ed erano organizzati nella società in maniera separata. Il loro borgomastro aveva il potere di concludere trattati con gli olandesi, e tutti i Vrijburghers avevano il diritto di portare la spada. Tra i Vrijburghers più noti ricordiamo Carel Hendrik Bartels, Jacob Huydecoper e Jacob Simon. Molti Vrijburghers lavoravano nei ranghi più bassi dell'amministrazione coloniale olandese ad Elmina e nel XIX secolo molte loro famiglie inviarono i loro figli (incluse le figlie femmine) in Europa per ottenere un'adeguata educazione. Nel XIX secolo, i Vrijburghers si insediarono in gran parte a nord della laguna di Benya, presso Fort Coenraadsburg. Questa parte di Elmina, conosciuta anche come "il Giardino" venne distrutta dal bombardamento inglese del 1873.

### Due africani straordinari

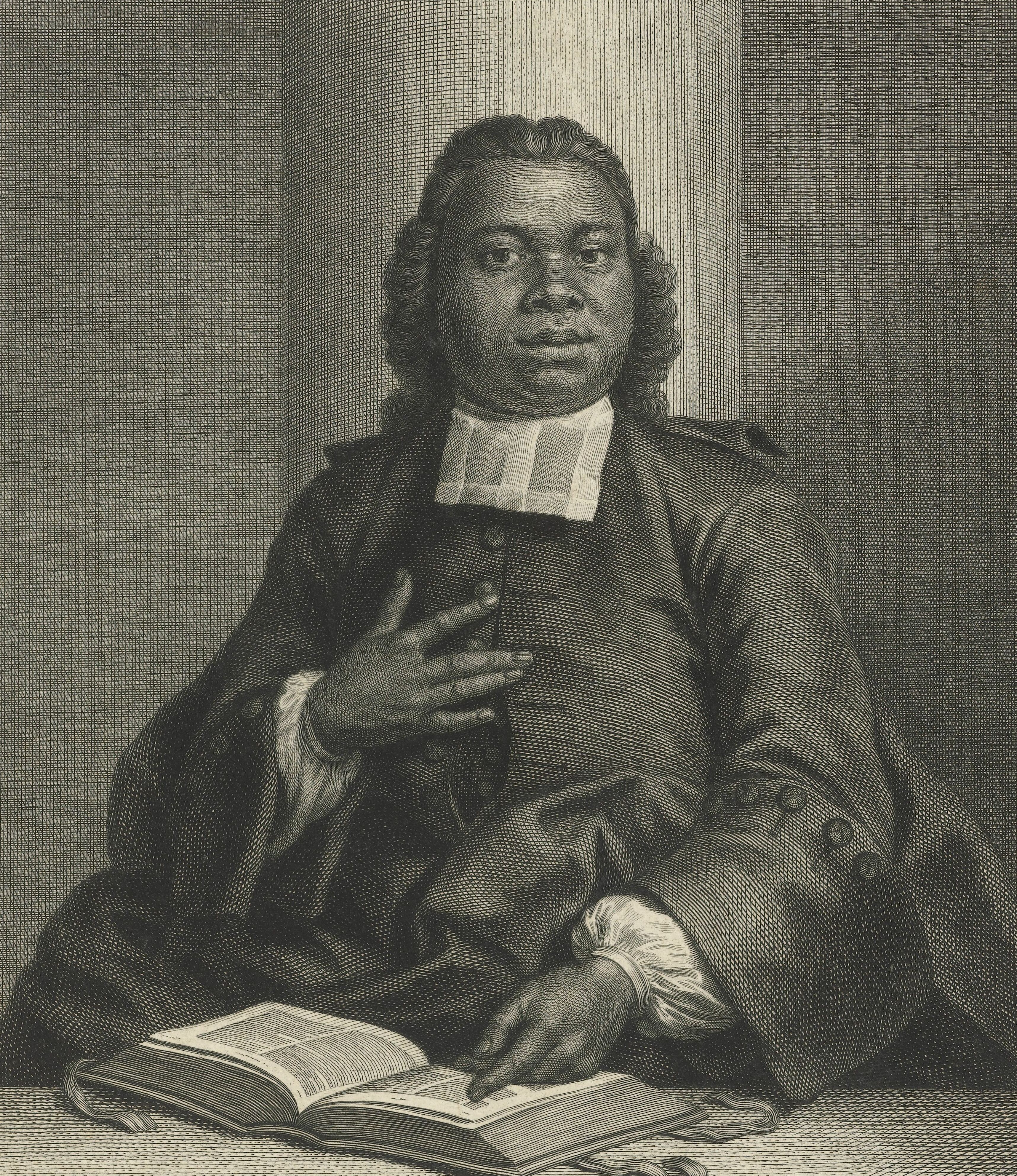
Ritratto di Jacobus Capitein.

La presenza del potere coloniale europeo sulla Costa d'Oro aprì l'area al mondo esterno ed alcuni africani riuscirono a guadagnarsi delle posizioni di rilievo anche nella colonia. Due africani della Costa d'Oro in particolare riuscirono nell'intento.
Anton Wilhelm Amo nacque ad Axim nel 1703 e venne inviato ad Amsterdam presso la Compagnia olandese delle Indie occidentali nel 1707 circa. Ottenne un dono da parte del duca Antonio Ulrico di Brunswick-Wolfenbüttel. Amo venne battezzato, andò a scuola presso la Wolfenbüttel Ritter-Akademie (1717–1721), frequentò l'Università di Helmstedt (1721–1727) e l'Università di Halle (1727–1729), e successivamente ottenne un dottorato in filosofia presso l'Università di Wittenberg nel 1734 con una tesi Sull'assenza di sentimenti nella mente umana e la presenza nel nostro corpo vivente organico, nella quale si scagliò contro il dualismo cartesiano ed in favore di un materialismo più relativo alla persona. Nel 1740, Amo ottenne una cattedra di filosofia presso l'Università di Jena, ma nel 1747 tornò in Costa d'Oro dove morì nel 1759. Amo fu la prima persona di colore a frequentare un'università europea. È sepolto nel cimitero di Fort San Sebastian.
Attorno al 1717 Jacobus Capitein nacque in Costa d'Oro. Venne portato con la forza nei Paesi Bassi nel 1725, dove venne dato in schiavo a Jacobus van Goch. Capitein si distinse a scuola e venne battezzato nel 1735, ritornando in Costa d'Oro da missionario una volta liberato. Studiò quindi all'Università di Leida tra il 1737 ed il 1742, discutendo una tesi in difesa dello schiavismo e dimostrando la sua conciliazione con le tesi cristiane. Successivamente entrò al servizio della Compagnia olandese delle Indie orientali ad Elmina, dove lasciò i voti e si sposò con Antonia Ginderdros. Il re ashanti Opoku Ware I gli chiese di fare da tutore per i suoi figli. Capitein morì ad Elmina nel 1747.

## Memoria storica
Nel 2002, per commemorare i 300 anni di relazioni diplomatiche tra il Ghana e i Paesi Bassi, l'allora principe ereditario Guglielmo Alessandro e sua moglie Máxima si sono portati in Ghana tra il 14 ed il 17 aprile, mentre il re ashanti Otumfuo Nana Osei Tutu II si è portato in visita nei Paesi Bassi nel giugno di quello stesso anno.
Oggi, della presenza olandese nella Costa d'Oro, permangono alcuni cognomi tipicamente olandesi dei discendenti dei meticci nati dalle relazioni tra olandesi e donne africane. Bossman è un cognome comune in Ghana, e deriva probabilmente dallo schiavista olandese Willem Bosman. Tra gli altri cognomi olandesi diffusi in Ghana vi sono Bartels, Van Dyck, e De Veer. In un episodio di Who Do You Think You Are?, l'attore anglo-ghanese Hugh Quarshie è risalito ai propri antenati sino a Pieter Martinus Johannes Kamerling, un ufficiale coloniale olandese della Costa d'Oro.

## Insediamenti

### Forti principali
| Luogo         | Nome del forte     | Fondazione/ Occupazione | Cessione | Commenti |
| ------------- | ------------------ | ----------------------- | -------- | --- |
| Moree         | Fort Nassau        | 1598 (1612)             | 1868     | Fu il primo avamposto commerciale della Costa d'Oro, aperto nel 1598 circa. Nel 1612, venne espanso per divenire un forte militare. Capitale della Costa d'Oro tra il 1598 ed il 1637. Venne occupato tra il 1781 ed il 1785 dagli inglesi. Passò agli inglesi nel 1868.                             |
| Butri         | Fort Batenstein    | 1598 (1656)             | 1872     | Secondo avamposto commerciale olandese nella Costa d'Oro. Venne espanso per divenire un forte nel 1656. Fu il luogo della firma del Trattato di Butre. |
| Elmina        | Fort Elmina        | 1637                    | 1872     | Catturato ai portoghesi nella Battaglia di Elmina (1637). Capitale della Costa d'Oro olandese dal 1637 al 1872. |
| Elmina        | Fort Coenraadsburg | 1637 (1665)             | 1872     | Catturato ai portoghesi assieme a Fort Elmina. Originariamente una cappella fortificata sulla collina di San Jago da cui Fort Elmina poteva essere facilmente attaccato. Per questa ragione gli olandesi lo rinforzarono dopo la presa di Elmina. Venne esteso a formare un forte completo nel 1665. |
| Shama         | Fort San Sebastian | 1640                    | 1872     | Catturato ai portoghesi nel 1640. |
| Axim          | Fort Santo Antonio | 1642                    | 1872     | Catturato ai portoghesi. Occupato tra il 1664 ed il 1665 dagli inglesi. Sito della firma del Trattato di Axim. |
| Accra         | Fort Crêvecoeur    | 1642                    | 1868     | Situato presso Fort Christiansborg (danese) e Fort James (inglese). Occupato dagli inglesi tra il 1781 ed il 1786. Ceduto agli inglesi nel 1868. |
| Sekondi       | Fort Orange        | 1642 (1690)             | 1872     | Avamposto commerciale fondato dagli olandesi nel 1642. Venne allargato in forma di forte nel 1690, e distrutto da Ahanta nel 1694. Successivamente restaurato. |
| Takoradi      | Fort Witsen        | 1665                    | 1872     | Originariamente costruito dagli svedesi. |
| Cormantin     | Fort Amsterdam     | 1665                    | 1868     | Primo forte inglese (1631) sulla Costa d'Oro, catturato nel 1665 da Engel de Ruyter. Occupato tra il 1781 ed il 1785 dagli inglesi. Ceduto agli inglesi nel 1868. |
| Senya Beraku  | Fort Goede Hoop    | 1667                    | 1868     | Occupato tra il 1781 ed il 1785 dagli inglesi, ed occupato dai locali Akim tra il 1811 ed ild 1816. Ceduto agli inglesi nel 1868. |
| Akwidaa       | Fort Dorothea      | 1687                    | 1872     | Formalmente parte della Costa d'Oro brandeburghese. Venne occupato dagli olandesi nel 1687 ed infine comprato nel 1721. |
| Komenda       | Fort Vredenburgh   | 1682                    | 1872     | Avamposto commerciale stabilito dagli olandesi attorno al 1600, venne abbandonato poco dopo. Il forte venne costruito nel 1682. Nel 1687, gli inglesi vi costruirono vicino Fort Komenda. Venne occupato tra il 1781 ed il 1785 dagli inglesi.                                                       |
| Apam          | Fort Lijdzaamheid  | 1697                    | 1868     | Venne occupato tra il 1781 ed il 1785 dagli inglesi. Ceduto agli inglesi nel 1868. |
| Princess Town | Fort Hollandia     | 1724                    | 1872     | Già parte della Costa d'Oro brandeburghese, venne acquistato nel 1721 dagli olandesi. Sino al 1724 venne occupato dal capo locale Jan Conny. |

### Forti scambiati con il Regno Unito
Nel 1868, il Regno Unito ed i Paesi Bassi si scambiarono alcuni forti militari per creare aree più contigue di influenza nella zona. I Paesi Bassi cedettero Fort Nassau, Fort Crêvecoeur, Fort Amsterdam, Fort Goede Hoop e Fort Lijdzaamheid, ed in cambio ricevettero Apollonia (rinominata Fort Willem III), Fort Dixcove (rinominato Fort Metalen Kruis), Fort Komenda (da non confondere col forte olandese Fort Vredenburgh, pure a Komenda), e Fort Sekondi (da non confondere con Fort Orange, pure a Sekondi). Questo accordo ebbe breve vita in quanto la colonia passò completamente nelle mani degli inglesi dal 1872.
| Luogo   | Nome del forte     | Fondazione/ Occupazione | Ceduto | Commento                                    |
| ------- | ------------------ | ----------------------- | ------ | ------------------------------------------- |
| Beyin   | Fort Willem III    | 1868                    | 1872   | In precedenza Fort Apollonia degli inglesi. |
| Dixcove | Fort Metalen Kruis | 1868                    | 1872   | In precedenza Fort Dixcove degli inglesi.   |
| Komenda | Fort Komenda       | 1868                    | 1872   | In precedenza Fort Komenda degli inglesi.   |
| Sekondi | Fort Sekondi       | 1868                    | 1872   | In precedenza Fort Sekondi degli inglesi.   |

### Forti occupati temporaneamente
Oltre ai forti stabilmente presenti lungo la costa, altri luoghi vennero occupati dagli olandesi temporaneamente:
| Luogo      | Nome del forte         | Fondata/ Occupata | Ceduto   | Commenti |
| ---------- | ---------------------- | ----------------- | -------- | --- |
| Cape Coast | Castello di Cape Coast | 1637              | 1652     | |
| Anomabu    | Fort William           | 1640              | 1652     | |
| Egya       | Fort Egya              | 1647              | 1664     | Avamposto commerciale inglese costruito nel 1647, ma conquistato in quello stesso anno dagli olandesi. Demolito nel 1665 dagli inglesi dopo la sua ricattura l'anno precedente. |
| Ankobra    | Fort Ruychaver         | 1654              | 1659     | Costruito con Fort Elise Carthago sul fiume Ankobra. Attaccato dalla popolazione locale e abbandonato.                                                                          |
| Ankobra    | Fort Elize Carthago    | 1702              | 1706 (?) | Avamposto commerciale olandese tra il 1650 ed il 1702. |
| Keta       | Fort Singelenburgh     | 1734              | 1737     | Distrutto tra gli olandesi nel 1737 dopo che venne attaccato dalla popolazione locale. I danesi costruirono Fort Prinsensten nei pressi del forte abbandonato nel 1784.         |
| Sekondi    | Fort Sekondi           | 1782              | 1785     | Catturato agli inglesi nella quarta guerra anglo-olandese. Restituito, passò al Regno Unito nel 1868.                                                                           |